# Joseph von Sonnenfels

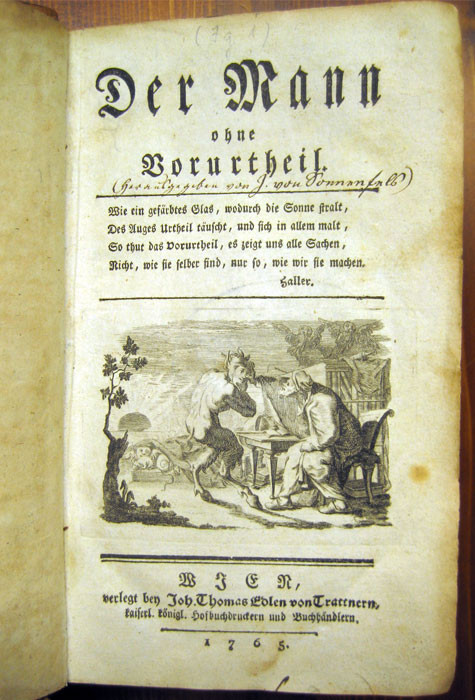
Der Mann ohne Vorurtheil című művének (1765) címoldala

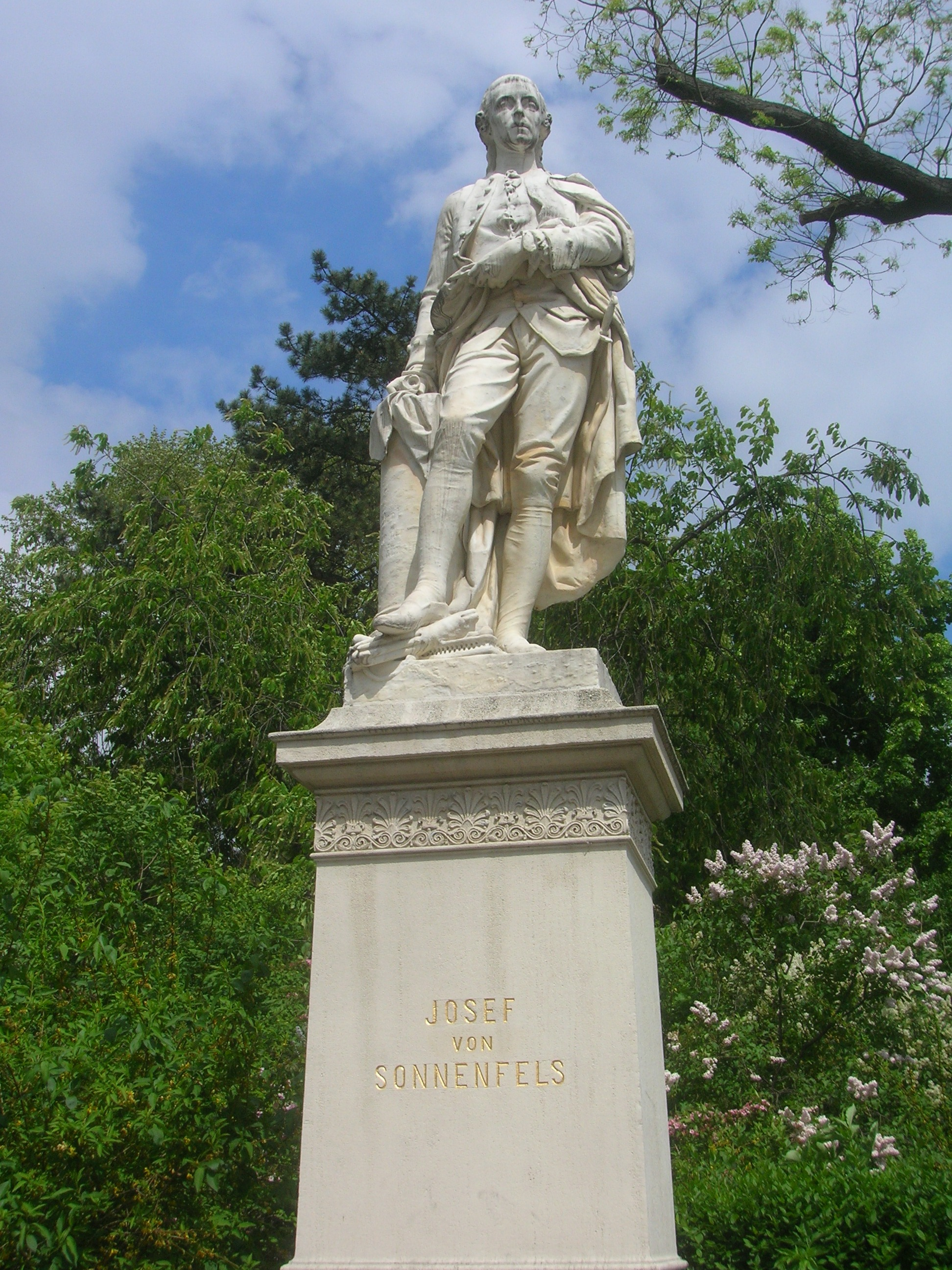
Emlékműve a bécsi Rathausplatzon

Joseph von Sonnenfels, nemesi nevén Joseph Freiherr von Sonnenfels; (Nikolsburg, 1732. – Bécs, 1817. április 25.) osztrák jogász, egyetemi tanár, a felvilágosult abszolutizmus korának jelentős gondolkodója,  a kínvallatás megszüntetésének szorgalmazója. Négy uralkodó (Mária Terézia, II. József, II. Lipót és I. Ferenc) idejében szolgált.

## Életpályája
Sonnenfels Lipmann Perlin kikeresztelkedett zsidó tudós gyermeke volt. Ötévi katonáskodás után jogot tanult, aztán az alsó-ausztriai kormányzóságnál a héber nyelv tolmácsa lett. 1763-ban az államtudományok tanárává nevezték ki a bécsi egyetemre. Ezután császári tanácsossá, majd 1779-ben a cseh és osztrák titkos udvari kancellária valóságos udvari tanácsosává (Hofrat) és a császári királyi udvari tanulmányi bizottság tagjává nevezték ki. Sonnnenfels dolgozta ki a későbbi II. József társuralkodói időszakában a felvilágosult  igazságügyi reform alapelveit, majd II. József uralkodása alatt színházi reformjavaslatot dolgozott ki: meg akarta tisztítani a Burgtheatert az improvizatív és népies elemektől. 1810-ben színházi cenzori kinevezést kapott. 1811-től a Bécsi Képzőművészeti Akadémia elnöke volt.

## Nézetei
„Sonnenfels rendszerében a filantrópia és az állam érdeke szorosan összefüggött. Elhivatottan küzdött – elsősorban Cesare Beccaria hatására – a törvények humanizálásán, a kínvallatás és a halálbüntetés eltörlésén; az utóbbit Mária Terézia 1776-ban eltörölte. Sonnenfels véleménye szerint a halálbüntetés az államot életfogytiglani ingyen kényszermunkától fosztja meg.”

Sonnenfels Über die Abschaffung der Tortur (Zürich, 1775) című művének hatása volt, hogy Ausztriában a kényszervallatást megszüntették.

## Emlékezete
- Emlékére Bécsben szobrot emeltek a Rathausplatzon, valamint egy utcát neveztek el róla.
- Szobra látható egy palotán is Bécsben (Erzherzog-Ludwig-Viktor-Palais, Wien 1., Schwarzenbergplatz 1, Stubenring 13.)

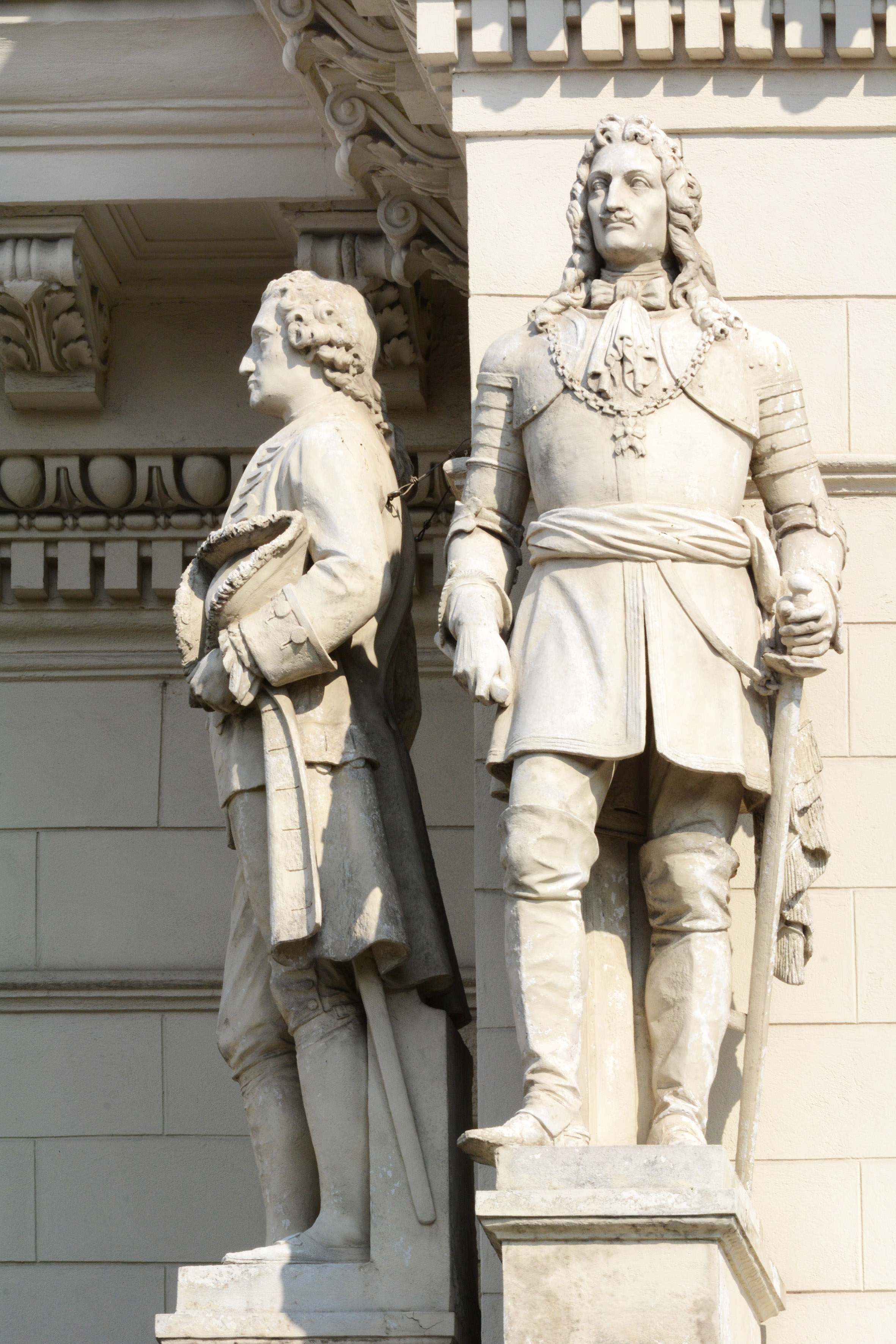
Szobra (balra) az Erzherzog Ludwig Viktor-palotán

## Művei
- Über die Abschaffung der Tortur (Zürich, 1775)
- Der Mann ohne Vorurtheil (Bécs, 1765, 3 kötet);
- Briefe über die wienerische Schaubühne (uo. 1768, új kiad. Sauertől ugyanott, 1884);
- Handbuch der inneren Staatsverwaltung (uo. 1783-1787, 10 kötet)